# Guarizama (ort)
Guarizama är en ort i Honduras.   Den ligger i departementet Departamento de Olancho, i den centrala delen av landet, 130 km nordost om huvudstaden Tegucigalpa. Guarizama ligger 647 meter över havet och antalet invånare är 1 300.
Terrängen runt Guarizama är kuperad. Runt Guarizama är det ganska glesbefolkat, med 32 invånare per kvadratkilometer. Närmaste större samhälle är San Francisco de la Paz, 14,4 km öster om Guarizama. Omgivningarna runt Guarizama är en mosaik av jordbruksmark och naturlig växtlighet.